# Ángeles Alvariño
María de los Ángeles Alvariño González, conocida como Ángeles Alvariño, (Serantes, 3 de octubre de 1916-La Jolla, 29 de mayo de 2005) fue una oceanógrafa, zoóloga y profesora española. Precursora en la investigación oceanográfica mundial, en 1953-54 fue la primera mujer científica en un buque oceanográfico británico, el Sarsia. A partir de 1956, realizó sus investigaciones en Estados Unidos. Descubrió 22 especies de organismos marinos. 

## Biografía
Nació en la localidad de Serantes y fue la hija primogénita de Antonio Alvariño Grimaldos, médico del lugar y de la pianista María del Carmen González Díaz-Saavedra. Desde muy joven le gustó la lectura y la música y a los tres años ya sabía leer y aprendió solfeo y piano.
Realizó sus primeros estudios en Ferrol y el bachillerato en el instituto Concepción Arenal en la misma ciudad. Cursó el Bachillerato Universitario en Ciencias y Letras en la Universidad de Santiago de Compostela que finalizó en 1933 con los trabajos finales: Insectos Sociales y Las mujeres en el Quijote. En 1934 se trasladó a Madrid para estudiar la carrera de Ciencias Naturales en la Universidad de Madrid. Se alojó en la Residencia de Señoritas dirigida por María de Maeztu. En 1936, al estallar la Guerra civil española interrumpió sus estudios y regresó a Ferrol y se dedicó a estudiar idiomas (francés, alemán e inglés) y se interesó por el estudio del litoral gallego, como la playa de Doniños.
Tras finalizar la guerra y reabrirse las universidades volvió a Madrid donde concluyó sus estudios de Ciencias Naturales en la Universidad Complutense de Madrid. En 1940 se casó con Eugenio Leira Manso, capitán de la Marina de Guerra Española y Caballero de la Real y Militar Orden de San Hermenegildo. En 1942 nació su hija Ángeles Leira Alvariño, arquitecta y urbanista radicada en Estados Unidos. De 1941 a 1948 impartió clases como profesora de biología, zoología, botánica y geología en varios colegios de Ferrol.
Tras doctorarse en 1951, varios años de investigaciones en Europa, colaboraciones con el Consejo Británico y una beca Fulbright se trasladó a Estados Unidos donde realizó la mayoría de sus investigaciones en el Instituto Oceanográfico Scripps. Allí la siguió su marido, afincándose en este país al conseguir ella la nacionalidad norteamericana.
Tras su jubilación en 1987 continuó su investigación como científica emérita hasta 1993. Murió en California en 2005 a los ochenta y ocho años.

## Trayectoria
En 1948 destinaron a su marido a Madrid y allí se incorporó como becaria al Instituto Español de Oceanografía (IEO). En el IEO comenzó investigando el porqué de las incrustaciones marinas en los barcos y después se centró en el estudio del zooplacton. Posteriormente fue nominada alumna oficial y obtuvo en 1951 el Doctorado en Psicología Experimental, Química Analítica y Ecología Vegetal por la Universidad de Madrid.
En 1952 logró por oposición una plaza de bióloga oceanógrafa en el laboratorio de Vigo del IEO. Se mudó a esta ciudad gallega donde continuó estudiando el plancton, como ayudante de laboratorio. Entre 1953 y 1954 viajó a Inglaterra con una beca del Consejo Británico para investigar el zooplancton en el Laboratorio de Plymouth bajo la dirección de Frederick S. Russell y Peter C. Corbim. Se especializó en el estudio de quetognatos, sifonóforos, medusas y ctenóforos.
Durante ese tiempo, participó en campañas oceanográficas a bordo de buques como el Sarsia y participó en varias expediciones y cruceros científicos en el Atlántico y Pacífico a bordo de buques oceanográficos de Inglaterra, Estados Unidos, España y México. Con esto, Ángeles Alvariño se convirtió en la primera mujer a bordo de un barco de investigación británico en calidad de científica. 
En 1955 regresó a su laboratorio en Vigo, para seguir estudiando el plancton. Avanzó en el diseño de redes para filtrar el plancton en las expediciones marinas y de la flota pesquera. Continuó sus estudios sobre zooplancton en el litoral peninsular Atlántico, Mediterráneo y el de Terranova, como con el estudio del bacalao. Este trabajo se vio reflejado en sus primeras publicaciones en los boletines del IEO entre 1951 y 1957.
Un año más tarde consiguió una Beca Fulbright para investigar en el Institución Oceanográfica de Woods Hole en Massachusetts. En este centro conoció a Mary Sears, presidenta del primer congreso oceanográfico de los Estados Unidos y experta en zooplancton que, impresionada con su obra, la apoyó para trabajar en el Instituto Scripps de Oceanografía en La Jolla, California Sears contactó con su director, Roger Revelle, para recomendarle a Ángeles Alvariño. Desde ese momento en 1958, Alvariño ejerció casi siempre sus investigaciones en los Estados Unidos, siendo allí una investigadora de referencia. Estuvo allí hasta 1969 donde investigó sobre plancton, corrientes y dinámica oceánica, consiguiendo múltiples líneas de financiación de los departamentos federales del naval o de pesca de los Estados Unidos.
En 1967 se doctoró en Biología por la Universidad de Madrid. En enero de 1970 obtuvo el cargo de Bióloga Investigadora en el Centro Científico de las Pesquerías del Sudoeste, una división del entonces recién creado Servicio Nacional de Pesca Marítima de Estados Unidos donde trabajó hasta su jubilación en 1987. En 1977 denunció que sufría discriminación de género en el centro del National Fisheries Service en el que trabajaba, siendo una pionera en la defensa de los derechos laborales de las mujeres.
En México colaboró en el entonces Instituto Nacional de Pesca por parte de la Organización de las Naciones Unidas para la alimentación y la agricultura con el fin de capacitar al personal inicial del instituto, entre ellos María Concepción Rodríguez de la Cruz.

### Taxonomía
A lo largo de su carrera, Alvariño descubrió veintidós nuevas especies marinas y revisó la morfología en varias fases de desarrollo o de ciclo sexual y de otras de zooplancton, empleando ilustraciones y notas. Se dedicó a especies de medusas, sifonóforos, quetognatos e hidromedusas. Está reconocida como una autoridad mundial en determinados tipos de zooplancton, el conjunto de diminutos organismos animales que sirve de alimento a especies más grandes en el océano.
Las especies que describió como nuevas fueronː
- Sagitta bierii Alvariño, 1961; un quetognato (ahora Serratosagitta bierii Alvariño, 1961)[14]
- Sagitta euneritica Alvariño, 1961; quetognato (ahora Parasagitta euneritica Alvariño, 1961)[14]
- Sagitta scrippsae Alvariño, 1962; un quetognato (aceptada como Pseudosagitta lyra Krohn, 1853)[15]
- Eukrohnia bathypelagica Alvariño, 1962; un quetognato[15]
- Sagitta bruuni Alvariño, 1967; un quetognato (ahora Zonosagitta bruuni Alvarino, 1967)
- Sagitta nagae Alvariño, 1967; un quetognato (ahora Zonosagitta nagae (Alvariño, 1967)
- Sagitta tokiokai Alvariño, 1967; un quetognato (aceptada como Ferosagitta robusta Doncaster, 1902)
- Vogtia kuruae Alvariño, 1967; un sifonóforo (aceptada como Vogtia serrata Moser, 1915)[16]
- Enneanogonum searsae Alvariño, 1968; un sifonóforo (aceptada como Enneagonum hyalinum Quoy & Gaimard, 1827)[17]
- Sulculeolaria brintoni Alvariño, 1968; un sifonóforo (aceptada como Sulculeolaria quadrivalvis de Blainville, 1830)[17]
- Krohnitta mutabbii Alvariño, 1969; un quetognato (aceptada como Krohnitta pacifica Aida, 1897)
- Spadella hummelinck Alvariño, 1970; un quetognato (aceptada como Paraspadella pulchella Owre, 1963)
- Spadella gaetanoi Alvariño, 1978; un quetognato[18]
- Spadella legazpichessi Alvariño, 1981; un quetognato (ahora Paraspadella legazpichessi Alvariño, 1981)[19]
- Nectocarmen antonioi Alvariño, 1983; un sifonóforo (aceptada como Praya dubia Quoy & Gaimard, 1833)
- Heteropyramis alcala Alvariño, 1983; un sifonóforo (aceptada como Heteropyramis maculata Moser, 1925)[20]
- Thalassophyes ferrarii Alvariño, 1983; un sifonóforo (aceptada como Crystallophyes amygdalina Moser, 1925)[20]
- Lensia eugenioi Alvariño, 1985; un sifonóforo (aceptada como Lensia campanella Moser, 1917)
- Lensia eltanin Alvariño, 1984; un sifonóforo (aceptada como Lensia achilles Totton, 1941)
- Lensia landrumae Alvariño, 1984; un sifonóforo (aceptada como Lensia hunter Totton, 1941)
- Spadella pimukatharos Alvariño, 1987; un quetognato
- Pandea cybeles Alvariño, 1988; una medusa

La abreviatura Alvariño se utiliza para indicarla como autoridad en la descripción y taxonómica.

### Legado
Su legado incluye más de un centenar de publicaciones científicas, entre libros y artículos en revistas, las 22 especies de animales marinos que descubrió durante su carrera y su contribución duradera a la investigación de pequeñas formas de vida en los océanos del mundo.
Al fallecer en La Jolla (San Diego) el 29 de mayo de 2005, dejó terminado un manuscrito sobre las aves y otros animales marinos encontrados en la expedición Malaspina y que fueron estudiados por ella. Se trata de un proyecto que sería terminado y traducido por su hija Ángeles Leira Alvariño.
En 2011, Ángeles Leira Alvariño se reunió con los responsables de la Concejalía de Cultura del Ayuntamiento de La Coruña para iniciar los trámites que harán que el archivo municipal de La Coruña cuente con una importante biblioteca científica, formada por un millar de libros, además de mapas, dibujos, grabados y la correspondencia que mantuvo Ángeles Alvariño con científicos de todo el mundo. Este era el deseo de la científica ferrolana, que quería que su legado científico volviese a España.

## Reconocimientos
En 1993, fue premiada con la Medalla de Plata por la Junta de Galicia. En 2005, año de su fallecimiento, la Universidad de La Coruña le dedicó la Semana das Ciencias. También ese año, el Ayuntamiento de Ferrol le rindió un homenaje póstumo en el Campus de Esteiro, donde se descubrió una placa conmemorativa en honor a una de las mujeres más destacadas en el mundo de la ciencia.

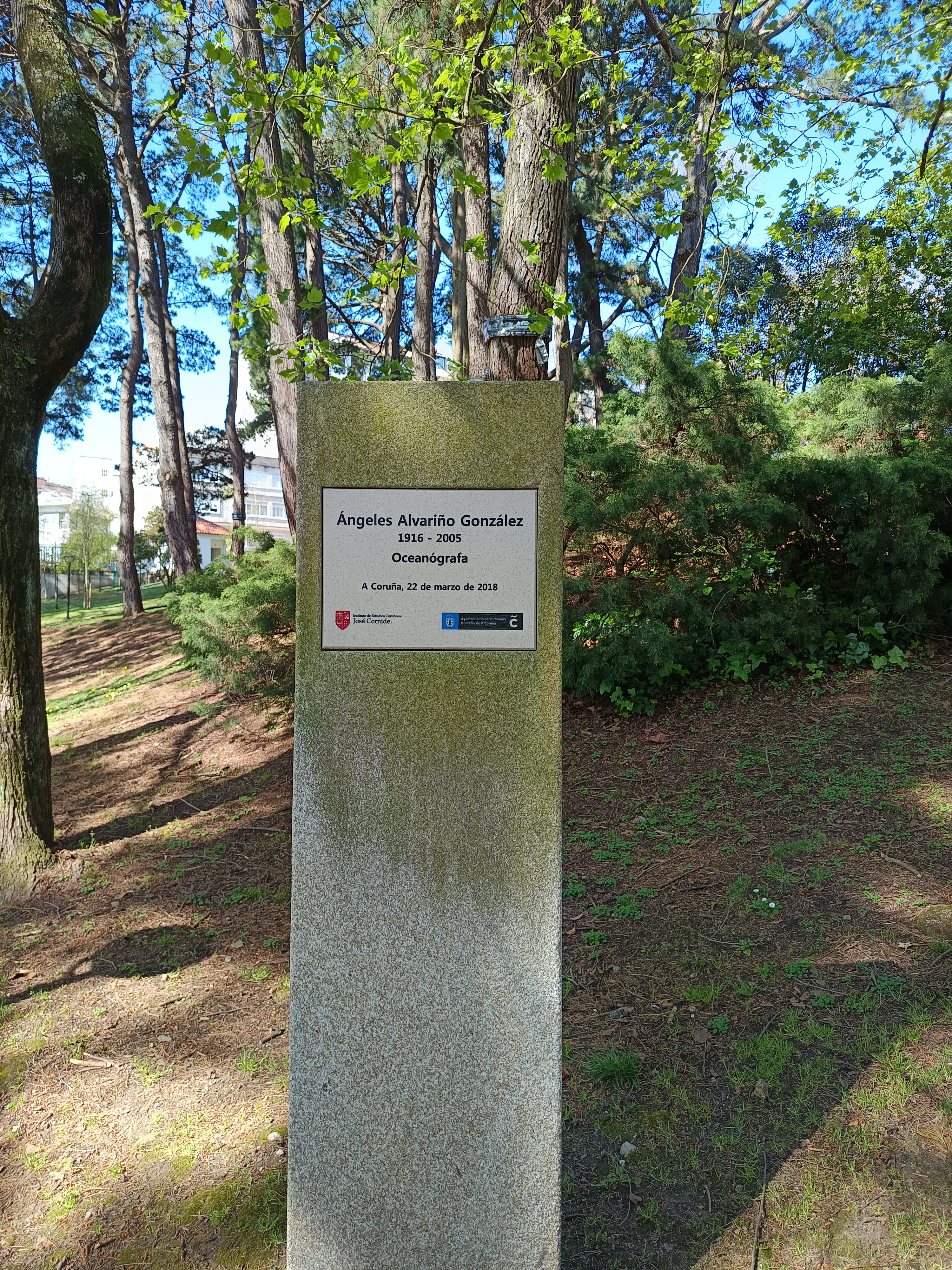
Monolito en honor a la oceanógrafa Ángeles Alvariño González, parque de Las Margaritas (Coruña)

El 24 de febrero de 2012, se botó el Ángeles Alvariño, buque de investigación del Instituto Español de Oceanografía. En 2015, La Real Academia Gallega de Ciencias (RAGC) celebró el 1 de junio, el Día de la Ciencia en Galicia con el homenaje por primera vez a una investigadora mujer. En 2018, se incluyó su nombre en la Tabla Periódica de las Científicas, y el Concello de Ferrol instauró el Premio de Investigación Ángeles Alvariño. En marzo de 2018, el Ayuntamiento de La Coruña y el Instituto José Cornide, inauguraron en el parque de Las Margaritas de la ciudad, donde se encuentra la Casa de las ciencias, un monolito dedicado a la oceanógrafa coruñesa.
Alvariño fue reconocida como ejemplo de mujer científica en Women Tech World. Además, figura en la Encyclopedia of World Scientists, donde están los 1000 científicos del mundo más importantes de todos los tiempos, y, en reconocimiento a sus aportaciones, dos especies de plancton llevan su apellido. Google le dedicó el doodle del 3 de octubre de 2021 en homenaje a su 105.° cumpleaños.
En 2020, fue incluida dentro del proyecto “Mujeres Investigadoras en los Archivos Estatales (1900-1970)” para la descripción archivística y creación de un micrositio específico en el Portal de Archivos Españoles (PARES), desarrollado entre 2020-2023. Este proyecto ha sido impulsado por la Subdirección General de Archivos Estatales, con el objetivo visibilizar la labor de investigación realizada en España por las mujeres en el intervalo 1900-1970 partiendo de los registros documentales que se conservan en los Archivos de Gestión de los AAEE del Ministerio de Cultura (el Archivo Histórico Nacional, el Archivo de la Corona de Aragón, el Archivo General de Simancas, el Archivo General de Indias, el Archivo de la Real Chancillería de Valladolid, el Archivo General de la Administración y el Centro de Información Documental de Archivos).

## Publicaciones

### Libros
- 1951. Anguilas y angulas: biología, pesca y consumo Olegario Rodríguez Martín y Ángeles Alvariño Subsecretaría de la Marina Mercante. 95 pp.
- 1969. Los Quetognatos del Atlántico: distribución y notas esenciales de sistemática. Volumen 37. Ed. Instituto Español de Oceanografía. 290 pp. BNE XX2953464
- 2002. España y la primera expedición científica oceánica, 1789-1794: Malaspina y Bustamante con las corbetas Descubierta y Atrevida. Ed. Junta de Galicia. 258 pp. ISBN 8445334735

### Epónimos
- Aidanosagitta alvarinoae Pathansali, 1974 (quetognato)
- Lizzia alvarinoae Segura, 1980 (medusa)

## Abreviatura (zoología)
La abreviatura Alvariño  se emplea para indicar a Ángeles Alvariño como autoridad en la descripción y taxonomía en zoología.

[cita requerida]